# Lost Experience
Lost Experience foi um jogo de realidade alternativa (ARG) desenvolvido pelos escritores e produtores de Lost para os fãs participarem e para expandir o enredo da série. O jogo foi co-desenvolvido por três redes de televisão, a Americana ABC, a Australiana Canal 7 e a Inglesa Canal 4. O escritor do Lost Experience foi identificado como Jordan Rosenberg por Carlton Cuse. 
Todos os Sites em-jogo (com exceção dos sites de patrocinadores) foram desenvolvidos pela Agência de Design Hi-ReS! , a qual anteriormente tinha criado o site Lost The Untold para o Canal 4 inglês .
De acordo com um artigo do New York Times, o jogo seria "uma caça ao tesouro multimídia que usaria mensagens de email, ligações telefônicas, comerciais, outdoors e sites da Web falsos feitos para parecerem reais".
O Lost Experience foi um jogo baseado em internet e caracterizado por um enredo paralelo que não fazia parte do enredo atual da série de televisão. Não havia prêmios, mas o jogo dizia oferecer pistas que poderiam desvendar alguns dos grandes mistérios da Ilha. Que incluía a introdução de novos personagens e da misteriosa Fundação Hanso. As dicas variavam por continente, então, os participantes tinham que coordenar as informações via internet. A ABC disse que o jogo foi projetado para recorrer a fãs e a pessoas que até o momento não familiarizavam com Lost.
Damon Lindelof e Carlton Cuse mencionaram o jogo primeiramente no podcast oficial da série falando sobre o site da Fundação Hanso, o qual estava fora do ar por alguns meses (ou em suas palavras, "fora do ar para remodelamento").